# August Diglas
August Diglas, als Regisseur als Arthur de Glahs tätig, (* 6. Februar 1902 in Österreich-Ungarn; † 16. März 1981 in Wien) war ein österreichischer Filmkaufmann, Filmproduktionsleiter und Filmregisseur.

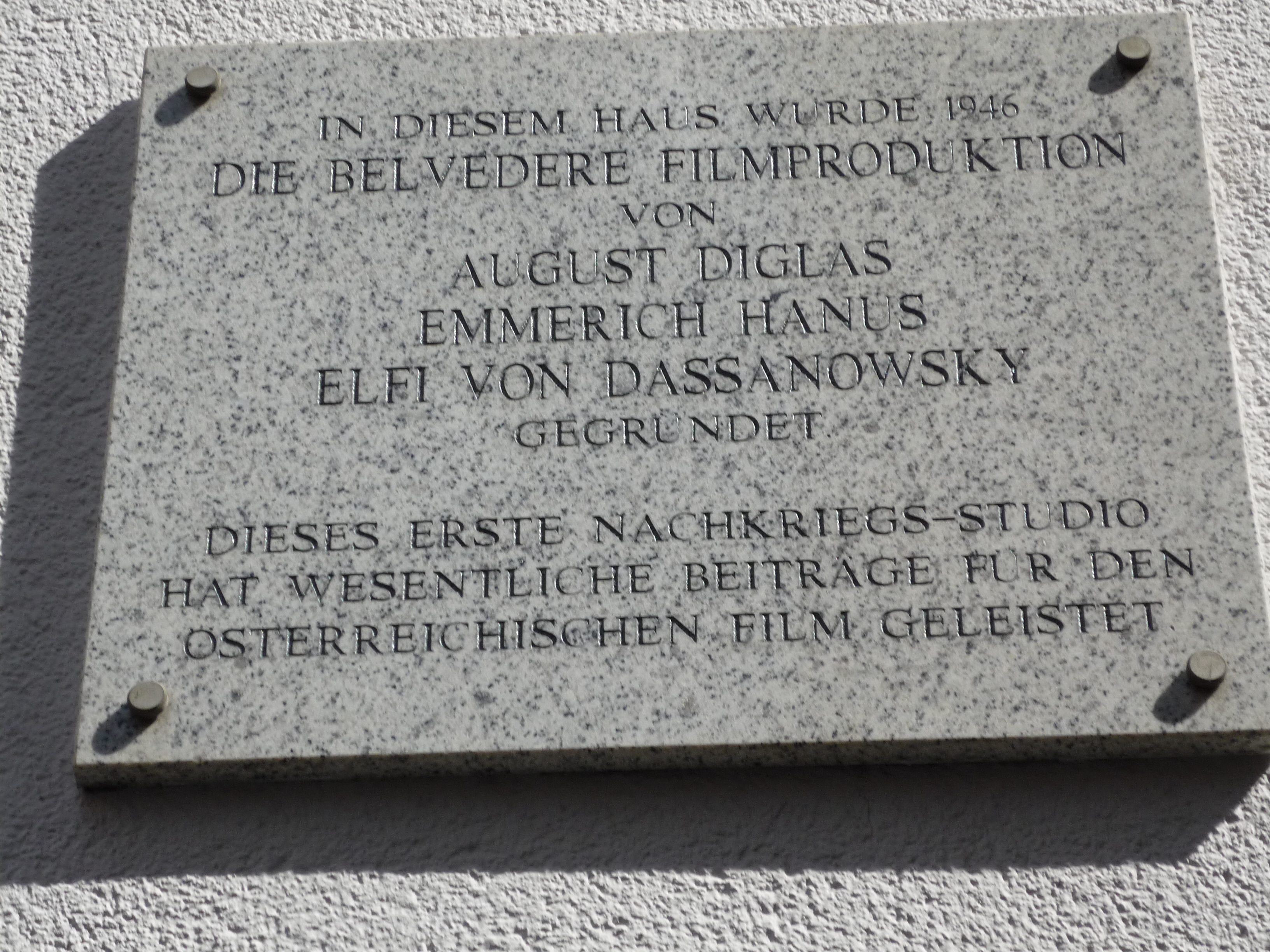
Belvedere-Film-Studio, Gedenktafel am Bauernmarkt in Wien I. mit dem Namen von August Diglas

## Leben und Wirken
August Diglas hatte ein Studium der Politik- bzw. Wirtschaftswissenschaften abgeschlossen. In welchem Beruf er anschließend arbeitete, ist derzeit unbekannt; angeblich soll er bereits zu Stummfilmzeiten bei einer Produktionsfirma in Wien filmisch tätig gewesen sein. 1946 tat er sich mit dem österreichischen Filmpionier Emmerich Hanus und der Sängerin und Nachwuchsschauspielerin Elfi von Dassanowsky zusammen und gründete am Bauernmarkt im 1. Bezirk Wiens die kleine Filmproduktionsfirma Belvedere-Film. Während Hanus und Dassanowsky sich um die Filmproduktion bzw. Hanus bisweilen auch um die Regie kümmerte, wurde Diglas zum Geschäftsführer der Firma bestimmt und arbeitete überdies als deren Produktionsleiter.
Der erste Film der jungen Firma war eine Dokumentation über Salzburg. Zum Jahreswechsel 1946/47 wurde mit Die Glücksmühle die erste Belvedere-Spielfilmproduktion hergestellt. Altgediente österreichische Filmveteranen wurden in Belvedere-Filmen ebenso besetzt wie bis dahin unbekannte Nachwuchsmimen, darunter auch Nadja Tiller und Gunther Philipp, die später im deutschsprachigen Raum große Karriere machen sollten. Die dünne Finanzdecke und der zunehmend schwache Erfolg von Belvedere-Produktionen an der Kinokasse brachte bereits 1949, dem Jahr, in dem Diglas unter dem Pseudonym Arthur de Glahs auch zweimal als Regisseur (bei Doktor Rosin und Märchen vom Glück) gearbeitet hatte, die Filmproduktion der Firma zum Erliegen. Was Diglas anschließend beruflich tat, ist derzeit nicht nachzuweisen.

## Filmografie
als Produktionsleiter:
- 1946: Symphonie in Salzburg
- 1947: Kunstschätze des Klosterneuburger Stiftes
- 1947: Die Glücksmühle
- 1947: Die vertauschten Ehemänner (Wer küßt wen?)
- 1948: Der Leberfleck
- 1949: Dr. Rosin (auch Regie als Arthur de Glahs)
- 1949: Märchen vom Glück (auch Regie und Drehbuch als Arthur de Glahs)